# Donny Lucy
Donald Hassett Lucy (né le 8 août 1982 à Escondido, Californie, États-Unis) est un receveur de baseball ayant joué dans les Ligues majeures avec les White Sox de Chicago.

## Carrière
Donny Lucy est drafté le 7 juin 2004 par les White Sox de Chicago au deuxième tour de sélection.
Il fait ses débuts en Ligue majeure le 5 septembre 2007 avec les White Sox, disputant 8 parties en fin de saison et obtenant au passage son premier coup sûr dans les majeures, à son premier match.
Il doit se contenter d'évoluer en Triple-A, dans les ligues mineures, en 2008 et 2009 avec les Knights de Charlotte, club-école des White Sox de Chicago.
Il revient brièvement dans les majeures en 2010 alors qu'il maintient une moyenne au bâton de, 333 en 7 parties jouées en début d'année pour les White Sox. Le 15 avril, il frappe aux dépens de Dana Eveland des Blue Jays de Toronto son premier coup de circuit au plus haut niveau.
Donny Lucy annonce sa retraite en décembre 2011 après une année où il n'a joué que six rencontres pour Chicago. En 21 matchs dans le baseball majeur, tous avec les White Sox, Lucy a maintenu une moyenne au bâton de, 250 avec 10 coups sûrs, dont 4 doubles et un circuit. Il compte 3 points produits et un but volé.